# Oscar Orlegui
Oscar Orlegui (n. Buenos Aires, Argentina; 27 de abril de 1948) es un actor de cine, teatro y televisión argentino.

## Carrera
Orlegui fue un joven actor con roles de reparto y algunos protagónicos en la pantalla grande y chica, sobresaliendo con figuras como Soledad Silveyra, Pablo Alarcon, Carlos López Monet, Olinda Bozán, Cristina del Valle, Cristina Lemercier, Raúl Rossi, Luis Sandrini, Malvina Pastorino, Alberto Olmedo, Cuny Vera, Guillermo Battaglia, Maruja Montes, entre otras.

## Filmografía
- 1958: El secuestrador
- 1958: Mientras haya un circo
- 1958: Isla brava
- 1959: He nacido en Buenos Aires
- 1959: La caída
- 1959: Aquello que amamos
- 1960: La potranca
- 1960: El amigo
- 1960: Todo el año es navidad
- 1960: El centroforward murió al amanecer
- 1961: Don Frutos Gómez
- 1963: Barcos de papel
- 1967: El hombre invisible ataca
- 1968: En mi casa mando yo
- 1968: Martín Fierro
- 1969: Los debutantes en el amor
- 1969: El profesor hippie
- 1974: Crimen en el hotel alojamiento[2]

## Televisión
- 1970: Su comedia favorita
- 1973: Humor a la italiana[3]
- 1991: Alta comedia

## Teatro
- Teleteatro Palmolive del aire
- Viernes de Pacheco
- El principio y el fin
- Escuela para padres
- Estación Retiro
- Un pacto con los brujos.Teatro

Nacional Cervantes
- El cartero del Rey (R.Tagore)
- El principito. Teatro Blanca Podestá
- Un muchacho llamado Daniel (M.Sanders)
- La Mueca (E.Pablosky)
- El Principito. Ganador del premio

Festival de Necochea
- etc.